# Louise Blanchard Bethune
Louise Blanchard Bethune, född 1856, död 1913, var en amerikansk arkitekt.
Hon räknas som den första kvinnliga arkitekten i USA, då hon 1881 öppnade sin första verksamhet som sådan. 